# Vela ai Giochi della IX Olimpiade - 6 metri
La competizione della categoria 6 metri  di vela ai Giochi della IX Olimpiade si tenne dal 2 al 9 agosto 1928 presso il Bacino dello Zuiderzee.

## Partecipanti
| Nazione     | Barca          | Equipaggio                                                                                            |
| ----------- | -------------- | --- |
| Belgio      | Ubu            | Arthur Sneyers, Frits Mulder, Ludovic Franck, Willy Van Rompaey, A. J. J. Fridt                       |
| Danimarca   | Hi-Hi          | Aage Høy-Petersen, Vilhelm Vett, Niels Otto Møller, Peter Schlütter                                   |
| Estonia     | Tutti V        | Andreas Faehlmann, Eberhard Vogdt, Georg Faehlmann, Nikolai Vekšin, William von Wirén                 |
| Francia     | Cupidon Viking | Édouard Moussié, Henri Allard, Jean Pierre Rouanet, Philippe de Rothschild, Robert Gufflet            |
| Germania    | Pan            | Anton Huber, Carl Wentzel, Ernst Laeisz, Hans Paschen, Oswald Thomsen                                 |
| Italia      | Twins II       | Francesco Cameli, Giacomo Tarsis Di Brolo, Giovanni Reggio, Giuliano Oberti, Massimo Oberti           |
| Norvegia    | Norna          | Erik Anker, Haakon Bryhn, Principe Olav, Johan Anker                                                  |
| Paesi Bassi | Kemphaan       | Carl Huisken, Hans Fokker, Hans Pluijgers, Roeffie Vermeulen, Wim Schouten                            |
| Portogallo  | Camelia        | Frederico de Mendonça, António de Herédia, Carlos Eduardo Bleck, Ernesto Mendonça                     |
| Spagna      | Fruits         | Álvaro de Arana, Javier de Arana, José María, Count de Arteche, Luis de Arana, Pedro José de Galíndez |
| Stati Uniti | Frieda         | Conway Olmstead, Frederick Morris, Herman Whiton, Jim Thompson, Willets Outerbridge                   |
| Svezia      | Ingegerd       | Georg Lindahl, Hakon Reuter, Harry Hanson, Yngve Lindqvist                                            |
| Ungheria    | Hungaria       | János Mihálkovics, Miklós Tuss, Sándor Burger, Sándor Sebők, Tibor Heinrich von Omorovicza            |

Nella prima fase della competizione i 13 equipaggi disputarono quattro regate.
Furono ammessi alla seconda fase gli equipaggi che si sono piazzati almeno al terzo posto in una delle quattro regate.
Gli equipaggi qualificati disputarono altre tre regate. La classifica finale era data dal maggior numero di primi posti nelle sette regate disputate, in caso di parità contava il maggior numero di secondi posti, terzi posti e così via.

## Risultati

### Prima Fase
| Regata 1 | Regata 1    | Regata 1 | Regata 2 | Regata 2    | Regata 2 | Regata 3 | Regata 3    | Regata 3 | Regata 4 | Regata 4    | Regata 4 |
| Pos.     | Nazione     | Tempo    | Pos.     | Nazione     | Tempo    | Pos.     | Nazione     | Tempo    | Pos.     | Nazione     | Tempo    |
| -------- | ----------- | -------- | -------- | ----------- | -------- | -------- | ----------- | -------- | -------- | ----------- | -------- |
| 1        | Norvegia    | 3-00:20  | 1        | Norvegia    | 1-53:17  | 1        | Paesi Bassi | 2-13:21  | 1        | Norvegia    | 2-14:34  |
| 2        | Svezia      | 3-00:31  | 2        | Belgio      | 1-54:32  | 2        | Estonia     | 2-14:01  | 2        | Belgio      | 2-14:57  |
| 3        | Stati Uniti | 3-00:40  | 3        | Danimarca   | 1-55:26  | 3        | Belgio      | 2-14:01  | 3        | Estonia     | 2-15:13  |
| 4        | Francia     | 3-03:51  | 4        | Stati Uniti | 1-55:34  | 4        | Francia     | 2-15:13  | 4        | Paesi Bassi | 2-15:35  |
| 5        | Germania    | 3-04:07  | 5        | Paesi Bassi | 1-55:58  | 5        | Svezia      | 2-15:44  | 5        | Stati Uniti | 2-15:42  |
| 6        | Estonia     | 3-05:06  | 6        | Estonia     | 1-56:55  | 6        | Italia      | 2-16:16  | 6        | Danimarca   | 2-16:43  |
| 7        | Italia      | 3-05:19  | 7        | Ungheria    | 1-59:29  | 7        | Germania    | 2-22:22  | 7        | Svezia      | 2-16:59  |
| 8        | Paesi Bassi | 3-05:45  | 8        | Svezia      | 2-00:21  | 8        | Portogallo  | 2-22:26  | 8        | Ungheria    | 2-18:05  |
| 9        | Belgio      | 3-10:45  | 9        | Francia     | 2-01:31  | 12       | Ungheria    | DNF      | 9        | Italia      | 2-19:33  |
| 10       | Ungheria    | 3-11:49  | 10       | Spagna      | 2-01:51  | 12       | Norvegia    | DNF      | 10       | Germania    | 2-19:58  |
| 11       | Danimarca   | 3-14:38  | 11       | Germania    | 2-02:13  | 12       | Stati Uniti | DNF      | 11       | Francia     | 2-20:16  |
| 12       | Spagna      | 3-15:55  | 12       | Portogallo  | 2-02:28  | 12       | Danimarca   | DQ       | 12       | Portogallo  | 2-26:27  |
| 13       | Portogallo  | 3-32:08  | 13       | Italia      | DNF      | 13       | Spagna      | DNS      | 13       | Spagna      | DNS      |

### Seconda Fase
| Regata 5 | Regata 5    | Regata 5 | Regata 6 | Regata 6    | Regata 6 | Regata 7 | Regata 7    | Regata 7 |
| Pos.     | Nazione     | Tempo    | Pos.     | Nazione     | Tempo    | Pos.     | Nazione     | Tempo    |
| -------- | ----------- | -------- | -------- | ----------- | -------- | -------- | ----------- | -------- |
| 1        | Estonia     | 2-14:27  | 1        | Danimarca   | 2-23:40  | 1        | Danimarca   | 2-03:18  |
| 2        | Norvegia    | 2-15:47  | 2        | Norvegia    | 2-23:45  | 2        | Stati Uniti | 2-03:55  |
| 3        | Svezia      | 2-18:15  | 3        | Estonia     | 2-24:13  | 3        | Estonia     | 2-04:37  |
| 4        | Belgio      | 2-18:48  | 4        | Belgio      | 2-24:22  | 4        | Belgio      | 2-04:46  |
| 5        | Stati Uniti | 2-19:09  | 5        | Stati Uniti | 2-26:25  | 5        | Paesi Bassi | 2-06:42  |
| 6        | Danimarca   | 2-21:14  | 6        | Svezia      | 2-27:15  | 6        | Svezia      | 2-09:17  |
| 7        | Paesi Bassi | 2-21:40  | 7        | Paesi Bassi | 2-27:53  | 7        | Norvegia    | DNS      |

### Classifica Finale
| Pos.    | Nazione     | Barca          | Piazzamenti singole regate | Piazzamenti singole regate | Piazzamenti singole regate | Piazzamenti singole regate | Piazzamenti singole regate | Piazzamenti singole regate | Piazzamenti singole regate | Totale Piazzamenti           |
| Pos.    | Nazione     | Barca          | 1R                         | 2R                         | 3R                         | 4R                         | 5R                         | 6R                         | 7R                         | Totale Piazzamenti           |
| ------- | ----------- | -------------- | -------------------------- | -------------------------- | -------------------------- | -------------------------- | -------------------------- | -------------------------- | -------------------------- | ---------------------------- |
| Oro     | Norvegia    | Norna          | 1                          | 1                          | 12                         | 1                          | 2                          | 2                          | 7                          | 3 Primo                      |
| Argento | Danimarca   | Hi-Hi          | 11                         | 3                          | 12                         | 6                          | 6                          | 1                          | 1                          | 2 Primo                      |
| Bronzo  | Estonia     | Tutti V        | 6                          | 6                          | 2                          | 3                          | 1                          | 3                          | 3                          | 1 Primo, 1 Secondo           |
| 4       | Paesi Bassi | Kemphaan       | 8                          | 5                          | 1                          | 4                          | 7                          | 7                          | 5                          | 1 Primo, 1 Quarto            |
| 5       | Belgio      | Ubu            | 9                          | 2                          | 3                          | 2                          | 4                          | 4                          | 4                          | 2 Secondo                    |
| 6       | Stati Uniti | Frieda         | 3                          | 4                          | 12                         | 5                          | 5                          | 5                          | 2                          | 1 Secondo, 1 Terzo, 1 Quarto |
| 7       | Svezia      | Ingegerd       | 2                          | 8                          | 5                          | 7                          | 3                          | 6                          | 6                          | 1 Secondo, 1 Terzo, 1 Quinto |
| 8       | Francia     | Cupidon Viking | 4                          | 9                          | 4                          | 11                         | -                          | -                          | -                          | 2 Quarto                     |
| 9       | Germania    | Pan            | 5                          | 11                         | 7                          | 10                         | -                          | -                          | -                          | 1 Quinto                     |
| 10      | Italia      | Twins II       | 7                          | 13                         | 6                          | 9                          | -                          | -                          | -                          | 1 Sesto                      |
| 11      | Ungheria    | Hungaria       | 10                         | 7                          | 12                         | 8                          | -                          | -                          | -                          | 1 Settimo                    |
| 12      | Portogallo  | Camelia        | 13                         | 12                         | 8                          | 12                         | -                          | -                          | -                          | 1 Ottavo                     |
| 13      | Spagna      | Fruits         | 12                         | 10                         | 13                         | 13                         | -                          | -                          | -                          | 1 Decimo                     |